# Assisterande domare

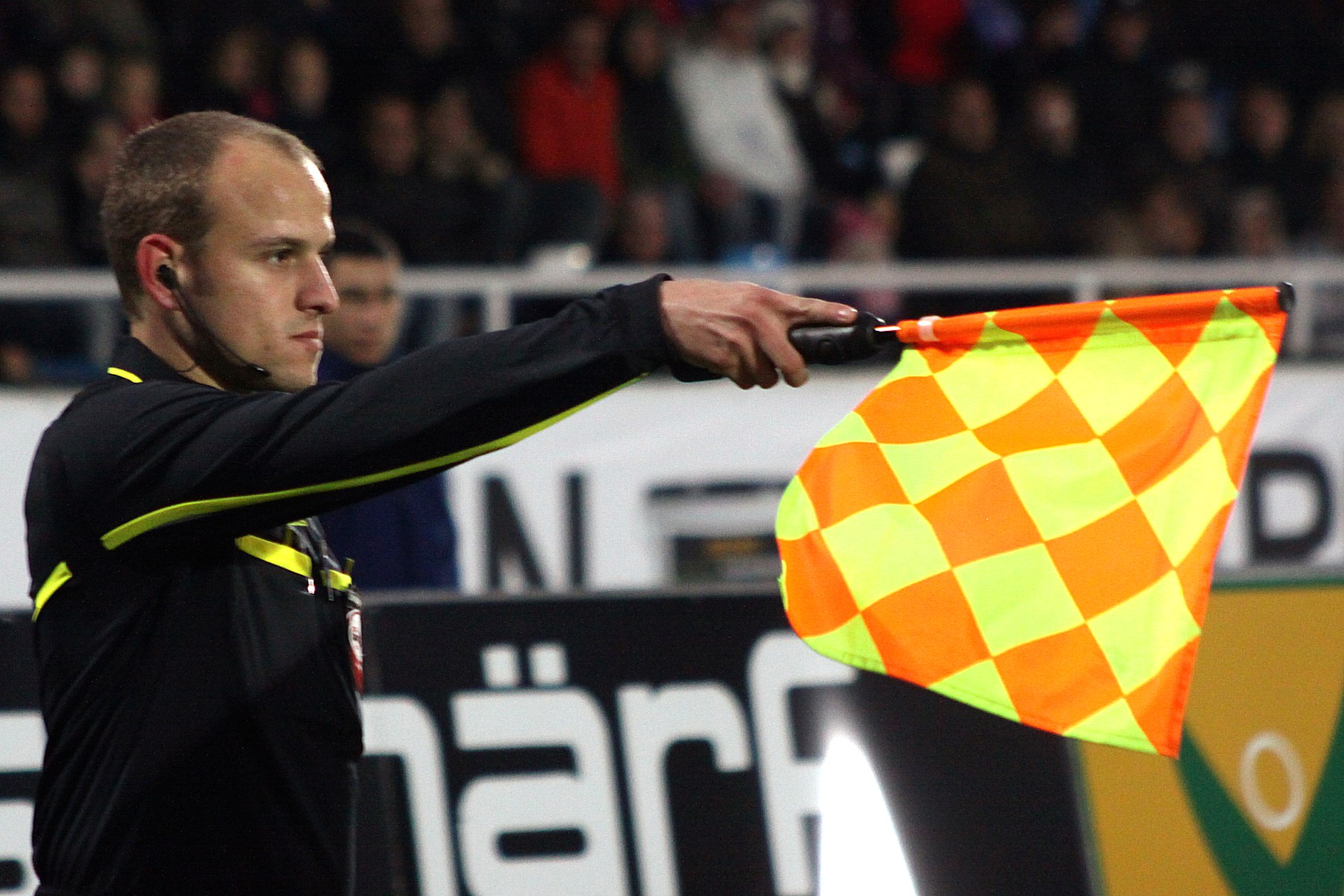
Assisterande domare

Assisterande domare, tidigare kallade linjedomare eller linjeman, är två fotbollsdomare som, utefter fotbollsplanens sidolinjer, assisterar huvuddomaren i en fotbollsmatch. Assisterande domarna är också namnet på den regel inom fotboll som reglerar vilka uppgifter de assisterande domarna har. De assisterande domarna har var sin flagga och regeln fastslår hur assisterande domarna med flaggan markera olika spelsituationer och därmed påkalla domarens uppmärksamhet. I de befintliga sjutton (17) spelreglerna har regeln för assisterande domarna ordningstalet sex (6).

## Historik
De fotbollsregler som gäller idag härstammar från den första uppsättningen med 14 regler som det engelska fotbollsförbundet, Football Association, gav ut den 8 december 1863. Förbundet bestod av 13 Londonklubbar som ville skapa enhetliga regler för fotboll som spelades i många lokala varianter över hela landet. 

## Nuvarande regel
Den nuvarande grundregeln för assisterande domarna lyder
Uppgifter

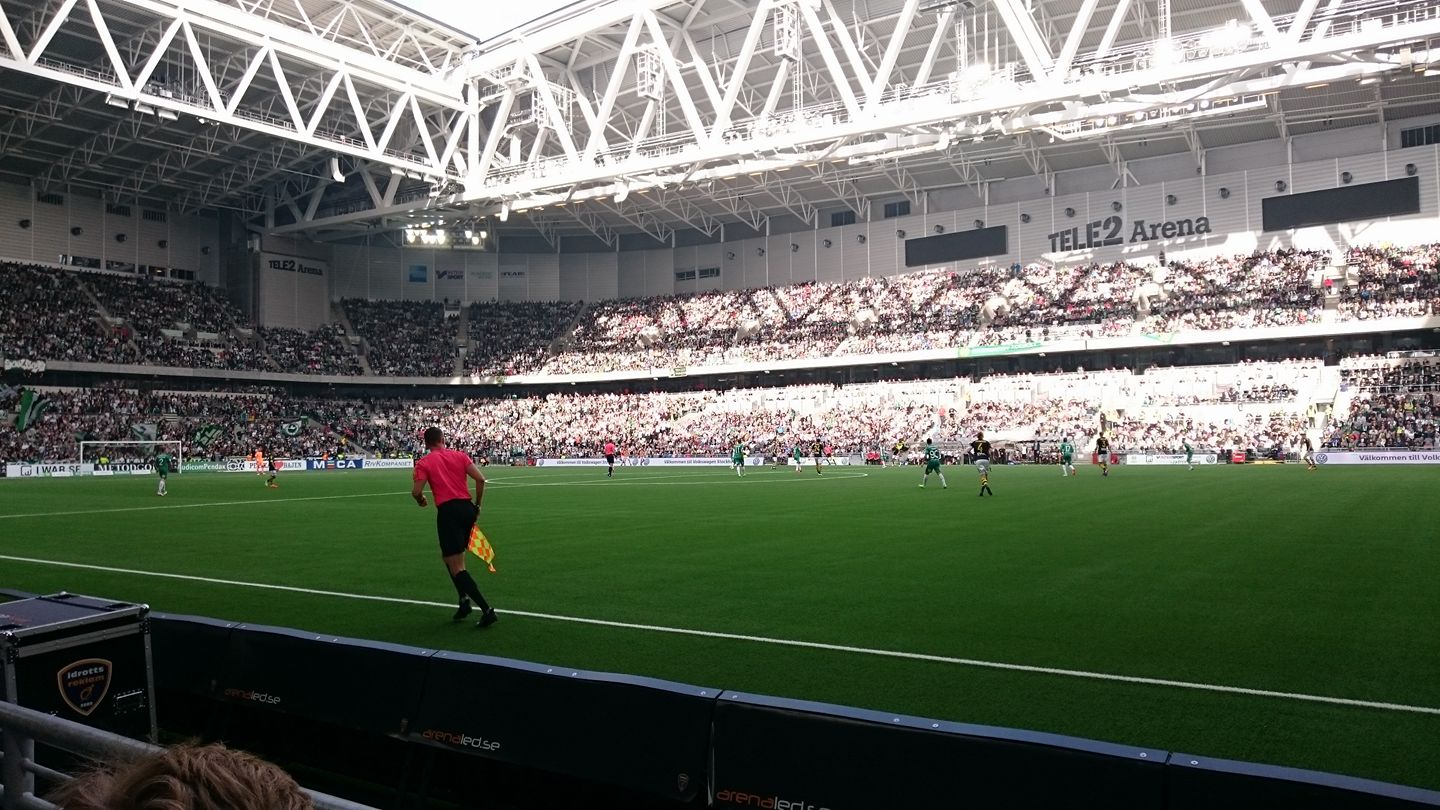
Assisterande domare på Tele2 Arena

Inför fotbollsmatcherna utses två assisterande domare vilkas uppgifter, enligt domarens instruktioner, är att markera:
- när hela bollen lämnat spelplanen
- vilket lag som har rätt till hörnspark, inspark eller inkast
- när en spelare befinner sig i bestraffningsbar offsideposition
- när ett spelarbyte önskas (om ej fjärdedomare är tillgänglig)
- när olämpligt uppträdande eller annan händelse inträffat utom synhåll för domaren
- när regelbrott begåtts då assisterande domarna har en bättre överblick än domaren (detta inkluderar i speciella fall regelbrott begångna i straffområdet)
- vid straffspark, om målvakten rört sig framåt innan bollen sparkats och om bollen passerat linjen

Assistans

Assisterande domarna hjälper också domaren att kontrollera spelet i enlighet med Spelreglerna. De kan gå in på spelplanen för att hjälpa till med kontrollen av 9,15 meter avstånd. I händelse av obehörigt ingripande eller olämpligt uppträdande, ska domaren ta ifrån assisterande domaren hans uppdrag och rapportera detta till vederbörande myndighet.
Sveriges kanske mest kände assisterande domare är Leif Lindberg, Kärna, som assisterade Pierluigi Collina under VM-finalen 2002 mellan Tyskland och Brasilien.